# بخش سن فرناندو
بخش سن فرناندو (به اسپانیایی: Departamento San Fernando) یک منطقهٔ مسکونی در آرژانتین است که در استان چاکو واقع شده‌است. بخش سن فرناندو ۳٬۴۸۹ کیلومتر مربع مساحت و ۳۶۵٬۶۳۷ نفر جمعیت دارد.